# Gnome Display Manager
Gnome Display Manager (kurz GDM) ist der Display Manager des Gnome-Projekts. Da der GDM ein Bestandteil von Gnome ist, wird er bei vielen Linux-Distributionen wie Debian, Ubuntu, Pop! OS, Fedora, CentOS und RHEL standardmäßig verwendet.
GDM3 ist aus technischer Sicht so verschieden von der Vorgängerversion, dass die beiden Versionen als „unterschiedliche Programme mit unterschiedlicher Arbeitsweise und Konfiguration“ angesehen werden und in Betracht gezogen wurde GDM3 als separates Projekt parallel zu GDM zu entwickeln.
In der Ubuntu-Version 11.10 wurde GDM durch LightDM abgelöst. Mit Version 18.04 wurde GDM wieder der Standard.